# Socavación

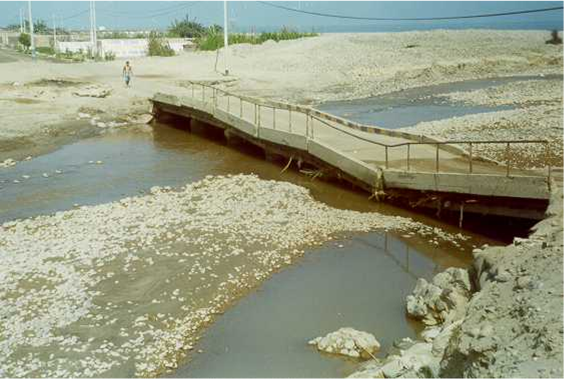
Socavación de los pilares de un puente.

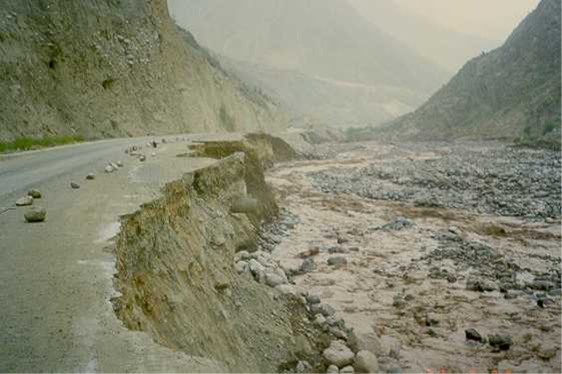
Socavación en la margen de un río.

Se denomina socavación a la excavación profunda causada por el agua. Uno de los tipos de erosión hídrica, puede deberse al embate de las olas contra un acantilado, a los remolinos del agua, especialmente allí donde encuentra algún obstáculo la corriente, y al roce con las márgenes de las corrientes que han sido desviadas por los lechos sinuosos. En este último caso es más rápida en la primera fase de las avenidas. La socavación provoca el retroceso de las cascadas y de los acantilados que, al ser privados de apoyo en su base, se van desplomando progresivamente. También representa un papel esencial en la formación y migración de los meandros.

## Tipos
Se pueden distinguir dos tipos de socavación:
- La socavación general; y,
- La socavación localizada.

### Socavación general
La socavación general es un fenómeno de largo plazo, que podríamos llamar natural, se da en la parte alta de las cuencas hidrográficas, donde la pendiente del talweg es elevada. Como consecuencia, la velocidad del agua y la capacidad de arrastre de la corriente es elevada. En la medida que el flujo arrastra más material, el flujo alcanza rápidamente su capacidad potencial de arrastre, el mismo que es función de la velocidad. En ese punto ya no produce socavación, la sección, márgenes y fondo son estables. A medida que se avanza en el curso del río o arroyo, la pendiente disminuye, consecuentemente disminuye la velocidad, y la corriente deposita el material que transportaba.

### Socavación localizada
Los casos más típicos de socavación localizada son:
- Al pie de un talud, lo que podrá provocar su derrumbe, si no se toman medidas;
- Alrededor de los pilares, o debajo de la cimentación de la cabecera de un puente, pudiendo provocar la caída del mismo.
- Inmediatamente aguas abajo de un embalse. En efecto, el embalse retiene casi la totalidad del transporte sólido del río, así, el agua que es descargada aguas abajo de la represa está casi totalmente libre de sedimentos, teniendo por lo tanto una capacidad de socavación considerable.

#### Socavación en pilares
Este es un tipo de socavación que consiste en la excavación de material que se encuentra alrededor de los pilares de un puente, lo que puede llegar (de ser el caso) al colapso de la estructura. Entre las fórmulas más conocidas para la predicción de profundidad de socavación alrededor de pilares cimentado sobre lechos arenosos, están las del HEC-18 (Circular de Ingeniería Hidráulica del FHWA y la del FDOT (Departamento de Transporte de Florida), mediante análisis de data se ha podido observar que cada una de éstas fórmulas tienen un determinado rango de aplicación; es decir, rangos donde el valor de la socavación prevista se acerca más a de la calculada.

#### Fallas en puentes
En una estadística realizada en 1976, sobre las causas de fallo o rotura de 143 puentes en todo el mundo, resultó:
- 1 fallo debido a corrosión,
- 4 a la fatiga de los materiales,
- 4 al viento,
- 5 a un diseño estructural inadecuado,
- 11 a terremotos,
- 12 a un procedimiento inadecuado de construcción,
- 14 fallos fueron por sobrecarga o impacto de embarcaciones,
- 22 por materiales defectuosos y finalmente
- 70 fallos fueron causados por crecidas (de los cuales 66 fueron debidos a la socavación, 46% del total).

Esto muestra que los aspectos hidráulicos son fundamentales en los puentes; un buen conocimiento de estos aspectos hará el puente más seguro y barato.